# Tipula (Vestiplex) relicta
Tipula (Vestiplex) relicta is een tweevleugelige uit de familie langpootmuggen (Tipulidae). De soort komt voor in het Palearctisch gebied.